# Oleksandr Korpan
Oleksandr Bohdanovytch Korpan (en ukrainien : Олександр Богданович Корпан), né en septembre 1994 à Starokostiantyniv (Ukraine) et mort le 2 mars 2022 au-dessus de la même ville, est un pilote militaire ukrainien, capitaine de la Force aérienne ukrainienne des forces armées ukrainiennes, participant à la guerre russo-ukrainienne. Il est nommé Héros d'Ukraine en 2022.

## Biographie
Oleksandr Korpan nait en septembre 1994 à Starokostiantyniv, dans l'oblast de Khmelnytskyï, en Ukraine. Il est diplômé de l'école de musique et de l'Université militaire de Kharkiv (uk).
Il sert dans la 299e brigade d'aviation tactique du nom du général Vasily Nikoforov en tant que commandant de l'escadron d'aviation de cette brigade.
Il meurt le 2 mars 2022 lors d'un combat aérien dans l'espace aérien au-dessus de Starokostiantyniv. Il est inhumé le 7 mars 2022 au cimetière de Halytch, dans l'oblast de Ternopil.

## Récompenses
- Il reçoit le titre de Héros d'Ukraine avec l'attribution de l'Ordre de l'Étoile d'or (2022, à titre posthume) « pour le courage personnel et l'héroïsme manifesté dans la défense de la souveraineté de l'État et de l'intégrité territoriale de l'Ukraine, la fidélité au serment militaire ».